# Repêchage d'entrée dans la LNH 2016
2015 2017
Le repêchage d'entrée dans la Ligue nationale de hockey 2016 est le 54e repêchage d'entrée de l'histoire de la Ligue nationale de hockey (LNH). Il se tient les 24 et 25 juin 2016 à Buffalo, dans l'État de New York, aux États-Unis.

## Loterie
Afin de déterminer l'ordre dans lequel les équipes choisissent les joueurs, une loterie préalable est réalisée entre les 14 équipes qui ne se sont pas qualifiées pour les séries éliminatoires de la Coupe Stanley 2016. En 2016, la loterie se déroule à Toronto le 30 avril 2016 et elle change de format : trois tirages au sort successifs ont lieu pour déterminer les trois premiers choix de repêchage. Les Maple Leafs de Toronto, dernière équipe au classement de la saison régulière, ont 20 % de chance de remporter le premier choix et l'équipe la mieux classée des 14 en saison régulière, les Bruins de Boston, n'a qu'un seul pour cent de chance. Si les Maple Leafs ne remportent pas le premier choix, le pourcentage augmente pour le tirage au sort du deuxième choix et il en va de même pour le troisième choix. Après le troisième tirage au sort, si les Maple Leafs n'ont pas obtenu un des 3 premiers choix, ils obtiennent automatiquement le 4e. Avec le système utilisé lors de la loterie du repêchage 2015, ils auraient obtenu au minimum le 2e choix.
| Équipe     | 1er    | 2e     | 3e     | 4e     | 5e     | 6e     | 7e     | 8e     | 9e     | 10e    | 11e    | 12e    | 13e    | 14e     |
| ---------- | ------ | ------ | ------ | ------ | ------ | ------ | ------ | ------ | ------ | ------ | ------ | ------ | ------ | ------- |
| Toronto    | 20 %   | 17,5 % | 15 %   | 47,5 % |        |        |        |        |        |        |        |        |        |         |
| Edmonton   | 13,5 % | 13,1 % | 12,5 % | 35,2 % | 25,8 % |        |        |        |        |        |        |        |        |         |
| Vancouver  | 11,5 % | 11,4 % | 11,3 % | 14,2 % | 37,8 % | 13,8 % |        |        |        |        |        |        |        |         |
| Columbus   | 9,5 %  | 9,7 %  | 9,8 %  | 3,1 %  | 27,3 % | 33,2 % | 7,4 %  |        |        |        |        |        |        |         |
| Calgary    | 8,5 %  | 8,8 %  | 9 %    |        | 9,1 %  | 35,5 % | 25,5 % | 3,7 %  |        |        |        |        |        |         |
| Winnipeg   | 7,5 %  | 7,8 %  | 8,2 %  |        |        | 17,5 % | 39,3 % | 17,9 % | 1,7 %  |        |        |        |        |         |
| Arizona    | 6,5 %  | 6,9 %  | 7,2 %  |        |        |        | 27,9 % | 39,1 % | 11,7 % | 0,8 %  |        |        |        |         |
| Buffalo    | 6 %    | 6,4 %  | 6,8 %  |        |        |        |        | 39,2 % | 34,8 % | 6,6 %  | 0,3 %  |        |        |         |
| Montréal   | 5 %    | 5,4 %  | 5,6 %  |        |        |        |        |        | 51,8 % | 28,6 % | 3,4 %  | 0,1 %  |        |         |
| Colorado   | 3,5 %  | 3,8 %  | 4,2 %  |        |        |        |        |        |        | 64 %   | 22,8 % | 1,6 %  | 0,02 % |         |
| New Jersey | 3 %    | 3,3 %  | 3,6 %  |        |        |        |        |        |        |        | 73,6 % | 15,9 % | 0,6 %  | 0,003 % |
| Ottawa     | 2,5 %  | 2,7 %  | 3 %    |        |        |        |        |        |        |        |        | 82,3 % | 9,3 %  | 0,1 %   |
| Carolina   | 2 %    | 2,2 %  | 2,5 %  |        |        |        |        |        |        |        |        |        | 90,1 % | 3,2 %   |
| Boston     | 1 %    | 1,1 %  | 1,3 %  |        |        |        |        |        |        |        |        |        |        | 96,6 %  |

En gras, le choix remporté par chaque équipe.

## Meilleurs espoirs
Les tableaux ci-dessous présentent les meilleurs joueurs évoluant soit dans les championnats d'Amérique du Nord soit en Europe.
| Rang | En Amérique du Nord                | En Europe                       |
| ---- | ---------------------------------- | ------------------------------- |
| 1    | Pierre-Luc Dubois (Ailier gauche)  | Auston Matthews (Centre)        |
| 2    | Matthew Tkachuk (Ailier gauche)    | Patrik Laine (Ailier droit)     |
| 3    | Alexander Nylander (Ailier gauche) | Jesse Puljujärvi (Ailier droit) |
| 4    | Jakob Chychrun (Défenseur)         | Rasmus Asplund (Centre)         |
| 5    | Olli Juolevi (Défenseur)           | Guerman Roubtsov (Centre)       |
| 6    | Charles McAvoy (Défenseur)         | Carl Grundström (Ailier droit)  |
| 7    | Logan Brown (Centre)               | Iegor Korchkov (Ailier droit)   |
| 8    | Mikhaïl Sergatchiov (Défenseur)    | Filip Hronek (Défenseur)        |
| 9    | Clayton Keller (Centre)            | Henrik Borgström (Centre)       |
| 10   | Kieffer Bellows (Ailier gauche)    | Linus Lindström (Centre)        |

| Rang | En Amérique du Nord | En Europe         |
| ---- | ------------------- | ----------------- |
| 1    | Evan Fitzpatrick    | Filip Gustavsson  |
| 2    | Carter Hart         | Daniel Marmenlind |
| 3    | Tyler Parsons       | Veini Vehvilainen |

## Le repêchage

### Premier tour
| Rang | Joueur              | Position | Nationalité | Équipe LNH                                                                   | Repêché de                                     |
| ---- | ------------------- | -------- | ----------- | ---------------------------------------------------------------------------- | ---------------------------------------------- |
| 1    | Auston Matthews     | C        | États-Unis  | Maple Leafs de Toronto                                                       | ZSC Lions (LNA)                                |
| 2    | Patrik Laine        | AD       | Finlande    | Jets de Winnipeg                                                             | Tappara Tampere (Liiga)                        |
| 3    | Pierre-Luc Dubois   | AG       | Canada      | Blue Jackets de Columbus                                                     | Screaming Eagles du Cap-Breton (LHJMQ)         |
| 4    | Jesse Puljujärvi    | AG       | Finlande    | Oilers d'Edmonton                                                            | Kärpät Oulu (Liiga)                            |
| 5    | Olli Juolevi        | D        | Finlande    | Canucks de Vancouver                                                         | Knights de London (LHO)                        |
| 6    | Matthew Tkachuk     | AG       | États-Unis  | Flames de Calgary                                                            | Knights de London (LHO)                        |
| 7    | Clayton Keller      | C        | États-Unis  | Coyotes de l'Arizona                                                         | United States National Development Team (USHL) |
| 8    | Alexander Nylander  | AG       | Suède       | Sabres de Buffalo                                                            | Steelheads de Mississauga (LHO)                |
| 9    | Mikhaïl Sergatchiov | D        | Russie      | Canadiens de Montréal                                                        | Spitfires de Windsor (LHO)                     |
| 10   | Tyson Jost          | C        | Canada      | Avalanche du Colorado                                                        | Vees de Penticton (LHCB)                       |
| 11   | Logan Brown         | C        | États-Unis  | Sénateurs d'Ottawa (des Devils du New Jersey)                                | Spitfires de Windsor (LHO)                     |
| 12   | Michael McLeod      | C        | Canada      | Devils du New Jersey (des Sénateurs d'Ottawa)                                | Steelheads de Mississauga (LHO)                |
| 13   | Jake Bean           | D        | Canada      | Hurricanes de la Caroline                                                    | Hitmen de Calgary (LHOu)                       |
| 14   | Charlie McAvoy      | D        | États-Unis  | Bruins de Boston                                                             | Boston University (NCAA)                       |
| 15   | Luke Kunin          | C        | États-Unis  | Wild du Minnesota                                                            | Wisconsin University (NCAA)                    |
| 16   | Jakob Chychrun      | D        | États-Unis  | Coyotes de l'Arizona (des Red Wings de Détroit)                              | Sting de Sarnia (LHO)                          |
| 17   | Dante Fabbro        | D        | Canada      | Predators de Nashville                                                       | Vees de Penticton (LHCB)                       |
| 18   | Logan Stanley       | D        | Canada      | Jets de Winnipeg (des Flyers de Philadelphie)                                | Spitfires de Windsor (LHO)                     |
| 19   | Kieffer Bellows     | AG       | États-Unis  | Islanders de New York                                                        | United States National Development Team (USHL) |
| 20   | Dennis Cholowski    | D        | Canada      | Red Wings de Détroit (des Rangers de New York, via les Coyotes de l'Arizona) | Chiefs de Chilliwack (LHCB)                    |
| 21   | Julien Gauthier     | AD       | Canada      | Hurricanes de la Caroline (des Kings de Los Angeles)                         | Foreurs de Val d'Or (LHJMQ)                    |
| 22   | Guerman Roubtsov    | C        | Russie      | Flyers de Philadelphie (des Blackhawks de Chicago, via les Jets de Winnipeg) | Rousskie Vitiazi (MHL)                         |
| 23   | Henrik Borgström    | C        | Finlande    | Panthers de la Floride                                                       | HIFK Jr. (Liiga)                               |
| 24   | Max Jones           | AG       | États-Unis  | Ducks d'Anaheim                                                              | Knights de London (LHO)                        |
| 25   | Riley Tufte         | AG       | États-Unis  | Stars de Dallas                                                              | Blaine (HIGH-MN)                               |
| 26   | Tage Thompson       | C        | États-Unis  | Blues de Saint-Louis (des Capitals de Washington)                            | Huskies du Connecticut (NCAA)                  |
| 27   | Brett Howden        | C        | Canada      | Lightning de Tampa Bay                                                       | Warriors de Moose Jaw (LHOu)                   |
| 28   | Lucas Johansen      | D        | Canada      | Capitals de Washington (des Blues de Saint-Louis)                            | Rockets de Kelowna (LHOu)                      |
| 29   | Trent Frederic      | C        | États-Unis  | Bruins de Boston (des Sharks de San José)                                    | United States National Development Team (USHL) |
| 30   | Sam Steel           | C        | Canada      | Ducks d'Anaheim (des Maple Leafs de Toronto, via les Penguins de Pittsburgh) | Pats de Regina (LHOu)                          |

### Deuxième tour
| Rang | Joueur            | Position | Nationalité        | Équipe LNH                                                                                           | Repêché de                                     |
| ---- | ----------------- | -------- | ------------------ | --- | ---------------------------------------------- |
| 31   | Iegor Korchkov    | AD       | Russie             | Maple Leafs de Toronto                                                                               | Lokomotiv Iaroslavl (KHL)                      |
| 32   | Tyler Benson      | AG       | Canada             | Oilers d'Edmonton                                                                                    | Giants de Vancouver (LHOu)                     |
| 33   | Rasmus Asplund    | C        | Suède              | Sabres de Buffalo (des Panthers de la Floride)                                                       | Farjestads BK (SHL)                            |
| 34   | Andrew Peeke      | D        | États-Unis         | Blue Jackets de Columbus                                                                             | Gamblers de Green Bay (USHL)                   |
| 35   | Jordan Kyrou      | AD       | Canada             | Blues de Saint-Louis (des Flames de Calgary)                                                         | Sting de Sarnia (LHO)                          |
| 36   | Pascal Laberge    | C        | Canada             | Flyers de Philadelphie (des Jets de Winnipeg)                                                        | Tigres de Victoriaville (LHJMQ)                |
| 37   | Libor Hájek       | D        | République tchèque | Lightning de Tampa Bay (des Coyotes de l'Arizona)                                                    | Blades de Saskatoon (LHOu)                     |
| 38   | Adam Mascherin    | C        | Canada             | Panthers de la Floride (des Sabres de Buffalo)                                                       | Rangers de Kitchener (LHO)                     |
| 39   | Alex DeBrincat    | AD       | États-Unis         | Blackhawks de Chicago (des Canadiens de Montréal)                                                    | Otters d'Érié (LHO)                            |
| 40   | Cameron Morrison  | C        | Canada             | Avalanche du Colorado (de l'Avalanche du Colorado, via les Sharks de San José)                       | Phantoms de Youngstown (USHL)                  |
| 41   | Nathan Bastian    | AD       | Canada             | Devils du New Jersey                                                                                 | Steelheads de Mississauga (LHO)                |
| 42   | Jonathan Dahlén   | C        | Suède              | Sénateurs d'Ottawa                                                                                   | Timrå IK (Allsvenskan)                         |
| 43   | Janne Kuokkanen   | C        | Finlande           | Hurricanes de la Caroline                                                                            | Kärpät U20 (Liiga)                             |
| 44   | Boris Katchouk    | AG       | Russie Canada      | Lightning de Tampa Bay (des Bruins de Boston)                                                        | Greyhounds de Sault-Sainte-Marie (LHO)         |
| 45   | Chad Krys         | D        | États-Unis Canada  | Blackhawks de Chicago (du Wild du Minnesota, via les Sabres de Buffalo et les Canadiens de Montréal) | Université de Boston (NCAA)                    |
| 46   | Givani Smith      | AG       | Canada             | Red Wings de Détroit                                                                                 | Storm de Guelph (LHO)                          |
| 47   | Samuel Girard     | D        | Canada             | Predators de Nashville                                                                               | Cataractes de Shawinigan (LHJMQ)               |
| 48   | Carter Hart       | G        | Canada             | Flyers de Philadelphie                                                                               | Silvertips d'Everett (LHOu)                    |
| 49   | Ryan Lindgren     | D        | États-Unis         | Bruins de Boston (des Islanders de New York)                                                         | United States National Development Team (USHL) |
| 50   | Artour Kaïoumov   | AG       | Russie             | Blackhawks de Chicago (des Rangers de New York, Via les Hurricanes de la Caroline)                   | Russie U18 (MHL)                               |
| 51   | Kale Clague       | D        | Canada             | Kings de Los Angeles                                                                                 | Wheat Kings de Brandon (LHOu)                  |
| 52   | Wade Allison      | AD       | Canada             | Flyers de Philadelphie (des Blackhawks de Chicago)                                                   | Storm de Tri-City (USHL)                       |
| 53   | Filip Hronek      | D        | République tchèque | Red Wings de Détroit (compensatoire, des Coyotes de l'Arizona)                                       | Hradec Kralove (Extraliga)                     |
| 54   | Tyler Parsons     | G        | États-Unis         | Flames de Calgary (des Panthers de la Floride)                                                       | Knights de London (LHO)                        |
| 55   | Filip Gustavsson  | G        | Suède              | Penguins de Pittsburgh (des Ducks d'Anaheim, via les Canucks de Vancouver)                           | Luleå HF (SHL)                                 |
| 56   | Dillon Dubé       | C        | Canada             | Flames de Calgary (des Stars de Dallas)                                                              | Rockets de Kelowna (LHOu)                      |
| 57   | Carl Grundström   | AG       | Suède              | Maple Leafs de Toronto (des Capitals de Washington)                                                  | MODO Hockey (SHL)                              |
| 58   | Taylor Raddysh    | AD       | Canada             | Lightning de Tampa Bay                                                                               | Otters d'Érié (LHO)                            |
| 59   | Evan Fitzpatrick  | G        | Canada             | Blues de Saint-Louis                                                                                 | Phoenix de Sherbrooke (LHJMQ)                  |
| 60   | Dylan Gambrell    | C        | États-Unis         | Sharks de San José                                                                                   | Pioneers de Denver (NCAA)                      |
| 61   | Kasper Björkqvist | AD       | Finlande           | Penguins de Pittsburgh (des Penguins de Pittsburgh, via les Maple Leafs de Toronto)                  | Blues U20 (Liiga)                              |

### Troisième tour
| Rang | Joueur             | Position | Nationalité     | Équipe LNH | Repêché de                                     |
| ---- | ------------------ | -------- | --------------- | --- | ---------------------------------------------- |
| 62   | Joseph Woll        | G        | États-Unis      | Maple Leafs de Toronto | United States National Development Team (USHL) |
| 63   | Markus Niemeläinen | D        | Finlande        | Oilers d'Edmonton | Spirit de Saginaw (LHO)                        |
| 64   | William Lockwood   | AD       | États-Unis      | Canucks de Vancouver (des Canucks de Vancouver, via les Islanders de New York, les Sabres de Buffalo et les Penguins de Pittsburgh)                   | United States National Development Team (USHL) |
| 65   | Vitali Abramov     | AD       | Russie          | Blue Jackets de Columbus | Olympiques de Gatineau (LHJMQ)                 |
| 66   | Adam Fox           | D        | États-Unis      | Flames de Calgary | United States National Development Team (USHL) |
| 67   | Matt Filipe        | AG       | États-Unis      | Hurricanes de la Caroline (des Jets de Winnipeg) | RoughRiders de Cedar Rapids (USHL)             |
| 68   | Cam Dineen         | D        | États-Unis      | Coyotes de l'Arizona | Battalion de North Bay (LHO)                   |
| 69   | Cliff Pu           | C        | Canada          | Sabres de Buffalo | Knights de London (LHO)                        |
| 70   | William Bitten     | C        | Canada          | Canadiens de Montréal | Firebirds de Flint (LHO)                       |
| 71   | Josh Anderson      | D        | Canada          | Avalanche du Colorado | Cougars de Prince George (LHOu)                |
| 72   | James Greenway     | D        | États-Unis      | Maple Leafs de Toronto (des Devils du New Jersey, via les Penguins de Pittsburgh)                                                                     | United States National Development Team (USHL) |
| 73   | Joseph Anderson    | AD       | États-Unis      | Devils du New Jersey (des Sénateurs d'Ottawa) | United States National Development Team (USHL) |
| 74   | Hudson Elynuik     | C        | Canada          | Hurricanes de la Caroline | Chiefs de Spokane (LHOu)                       |
| 75   | Jack Lafontaine    | G        | Canada          | Hurricanes de la Caroline (des Bruins de Boston) | Jets de Janesville (NAHL)                      |
| 76   | Rem Pitlick        | C        | Canada          | Predators de Nashville (du Wild du Minnesota, via les Panthers de la Floride, les Devils du New Jersey, les Ducks d'Anaheim et les Sabres de Buffalo) | Lumberjacks de Muskegon (USHL)                 |
| 77   | Connor Hall        | D        | Canada          | Penguins de Pittsburgh (des Red Wings de Détroit, via les Devils du New Jersey)                                                                       | Rangers de Kitchener (LHO)                     |
| 78   | Frédéric Allard    | D        | Canada          | Predators de Nashville | Saguenéens de Chicoutimi (LHJMQ)               |
| 79   | Luke Green         | D        | Canada          | Jets de Winnipeg (des Flyers de Philadelphie) | Sea Dogs de Saint-Jean (LHJMQ)                 |
| 80   | Brandon Gignac     | C        | Canada          | Devils du New Jersey (des Islanders de New York, via les Sénateurs d'Ottawa)                                                                          | Cataractes de Shawinigan (LHJMQ)               |
| 81   | Sean Day           | D        | Canada Belgique | Rangers de New York | Steelheads de Mississauga (LHO)                |
| 82   | Carsen Twarynski   | AG/D     | Canada          | Flyers de Philadelphie (des Kings de Los Angeles) | Hitmen de Calgary (LHOu)                       |
| 83   | Wouter Peeters     | G        | Belgique        | Blackhawks de Chicago | EC Red Bull Salzbourg 2 (RBHS U20)             |
| 84   | Matthew Cairns     | D        | Canada          | Oilers d'Edmonton (des Panthers de la Floride) | Raiders de Georgetown (LHJO)                   |
| 85   | Joshua Mahura      | D        | Canada          | Ducks d'Anaheim | Rebels de Red Deer (LHOu)                      |
| 86   | Casey Fitzgerald   | D        | États-Unis      | Sabres de Buffalo (des Stars de Dallas) | Eagles de Boston College (NCAA)                |
| 87   | Garrett Pilon      | C        | Canada          | Capitals de Washington (des Capitals de Washington, via les Blues de Saint-Louis)                                                                     | Blazers de Kamloops (LHOu)                     |
| 88   | Connor Ingram      | G        | Canada          | Lightning de Tampa Bay | Blazers de Kamloops (LHOu)                     |
| 89   | Linus Nässén       | D        | Suède           | Panthers de la Flordie, (via les Blues de Saint-Louis et les Sabres de Buffalo)                                                                       | Luleå HF (SHL)                                 |
| 90   | Fredrik Karlström  | C        | Suède           | Stars de Dallas (des Sharks de San José) | AIK IF (Allsvenskan)                           |
| 91   | Filip Berglund     | D        | Suède           | Oilers d'Edmonton (des Penguins de Pittsburgh) | Skellefteå AIK (SHL)                           |

### Quatrième tour
| Rang | Joueur             | Position | Nationalité | Équipe LNH                                                                                                 | Repêché de                              |
| ---- | ------------------ | -------- | ----------- | --- | --------------------------------------- |
| 92   | Adam Brooks        | C        | Canada      | Maple Leafs de Toronto                                                                                     | Pats de Regina (LHOu)                   |
| 93   | Jack Kopacka       | AG       | États-Unis  | Ducks d'Anaheim (des Oilers d'Edmonton)                                                                    | Greyhounds de Sault-Sainte-Marie (LHO)  |
| 94   | Jonathan Ang       | C        | Canada      | Panthers de la Floride (des Canuckes de Vancouver)                                                         | Petes de Peterborough (LHO)             |
| 95   | Anatoli Golychev   | AG       | Russie      | Islanders de New York (des Blue Jackets de Columbus)                                                       | Avtomobilist Iekaterinbourg (KHL)       |
| 96   | Linus Lindstrom    | C        | Suède       | Flames de Calgary                                                                                          | Skellefteå AIK (SHL)                    |
| 97   | Jacob Cederholm    | D        | Suède       | Jets de Winnipeg                                                                                           | HV 71 (SHL)                             |
| 98   | Tarmo Reunanen     | D        | Finlande    | Rangers de New York (des Coyotes de l'Arizona)                                                             | TPS U20 (Liiga)                         |
| 99   | Brett Murray       | AG       | Canada      | Sabres de Buffalo                                                                                          | Canadians de Carleton Place (LCCH)      |
| 100  | Victor Mete        | D        | Canada      | Canadiens de Montréal                                                                                      | Knights de London (LHO)                 |
| 101  | Keaton Middleton   | D        | Canada      | Maple Leafs de Toronto (de l'Avalanche du Colorado)                                                        | Spirit de Saginaw (LHO)                 |
| 102  | Mikhaïl Maltsev    | AG       | Russie      | Devils du New Jersey                                                                                       | Russie U18 (MHL)                        |
| 103  | Todd Burgess       | AG       | États-Unis  | Sénateurs d'Ottawa                                                                                         | Ice Dogs de Fairbanks (NAHL)            |
| 104  | Max Zimmer         | AG       | États-Unis  | Hurricanes de la Caroline                                                                                  | Steel de Chicago (USHL)                 |
| 105  | Evan Cormier       | G        | Canada      | Devils du New Jersey (des Bruins de Boston)                                                                | Spirit de Saginaw (LHO)                 |
| 106  | Brandon Duhaime    | AD       | États-Unis  | Wild du Minnesota                                                                                          | Storm de Tri-City (USHL)                |
| 107  | Alfons Malmstrom   | D        | Suède       | Red Wings de Détroit                                                                                       | Örebro HK M20 (J20)                     |
| 108  | Hardy Haman-Aktell | D        | Suède       | Predators de Nashville                                                                                     | Skellefteå AIK M20 (J20)                |
| 109  | Connor Bunnaman    | C        | Canada      | Flyers de Philadelphie                                                                                     | Rangers de Kitchener (LHO)              |
| 110  | Lucas Carlsson     | D        | Suède       | Blackhawks de Chicago (des Islanders de New York)                                                          | Brynäs IF M20 (J20)                     |
| 111  | Noah Gregor        | C        | Canada      | Sharks de San José (des Rangers de New York)                                                               | Warriors de Moose Jaw (LHOu)            |
| 112  | Jacob Moverare     | D        | Suède       | Kings de Los Angeles                                                                                       | HV 71 (SHL)                             |
| 113  | Nathan Noel        | C        | Canada      | Blackhawks de Chicago                                                                                      | Sea Dogs de Saint-John (LHJMQ)          |
| 114  | Riley Stillman     | D        | Canada      | Panthers de la Floride                                                                                     | Generals d'Oshawa (LHO)                 |
| 115  | Alex Dostie        | C        | Canada      | Ducks d'Anaheim                                                                                            | Olympiques de Gatineau (LHJMQ)          |
| 116  | Rhett Gardner      | C        | Canada      | Stars de Dallas                                                                                            | Fighting Hawks du Dakota du Nord (NCHC) |
| 117  | Damien Riat        | AG       | Suisse      | Capitals de Washington                                                                                     | Genève-Servette HC (LNA)                |
| 118  | Ross Colton        | C        | États-Unis  | Lightning de Tampa Bay                                                                                     | RoughRiders de Cedar Rapids (USHL)      |
| 119  | Tanner Kaspick     | C        | Canada      | Blues de Saint-Louis                                                                                       | Whest Kings de Brandon (LHOu)           |
| 120  | Otto Koivula       | AG       | Finlande    | Islanders de New York (des Sharks de San José, via les Coyotes de l’Arizona et les Flyers de Philadelphie) | Ilves (Liiga)                           |
| 121  | Ryan Jones         | D        | États-Unis  | Penguins de Pittsburgh                                                                                     | Stars de Lincoln (USHL)                 |

### Cinquième tour
| Rang | Joueur               | Position | Nationalité        | Équipe LNH                                                                       | Repêché de                                     |
| ---- | -------------------- | -------- | ------------------ | -------------------------------------------------------------------------------- | ---------------------------------------------- |
| 122  | Vladimir Bobyliov    | AD       | Russie             | Maple Leafs de Toronto                                                           | Royals de Victoria (LHOu)                      |
| 123  | Dylan Wells          | G        | Canada             | Oilers d'Edmonton                                                                | Petes de Peterborough (LHO)                    |
| 124  | Casey Staum          | D        | États-Unis         | Canadiens de Montréal (des Canucks de Vancouver)                                 | Pioneers de Hill-Murray (US-MN HS)             |
| 125  | Nolan Stevens        | C        | États-Unis         | Blues de Saint-Louis (des Blue Jackets de Columbus)                              | Huskies de Northeastern (NCAA)                 |
| 126  | Mitchell Mattson     | C        | États-Unis         | Flames de Calgary                                                                | Thunderhawks de Grand Rapids (US-MN HS)        |
| 127  | Jordan Stallard      | C        | Canada             | Jets de Winnipeg                                                                 | Hitmen de Calgary (LHOu)                       |
| 128  | Colton Point         | G        | Canada             | Stars de Dallas (des Coyotes de l'Arizona)                                       | Canadians de Carleton Place (LCCH)             |
| 129  | Philip Nyberg        | D        | Suède              | Sabres de Buffalo                                                                | Linköpings HC M20 (J20)                        |
| 130  | Vojtech Budik        | D        | République tchèque | Sabres de Buffalo (des Canadiens de Montréal)                                    | Raiders de Prince Albert (LHOu)                |
| 131  | Adam Werner          | G        | Suède              | Avalanche du Colorado                                                            | Farjestads BK (SHL)                            |
| 132  | Iegor Rykov          | D        | Russie             | Devils du New Jersey                                                             | SKA-1946 (MHL)                                 |
| 133  | Maxime Lajoie        | D        | Canada             | Sénateurs d'Ottawa                                                               | Broncos de Swift Current (LHOu)                |
| 134  | Jeremy Helvig        | G        | Canada             | Hurricanes de la Caroline                                                        | Frontenacs de Kingston (LHO)                   |
| 135  | Joona Koppanen       | AG       | Finlande           | Bruins de Boston                                                                 | Ilves M20 (Liiga)                              |
| 136  | Cameron Clarke       | D        | États-Unis         | Bruins de Boston (du Wild du Minnesota)                                          | Lone Star de Brahmas (NAHL)                    |
| 137  | Jordan Sambrook      | D        | Canada             | Red Wings de Détroit                                                             | Otters d'Erie (LHO)                            |
| 138  | Patrick Harper       | C        | États-Unis         | Predators de Nashville                                                           | Winged Beavers d'Avon Old Farms (US-CT HS)     |
| 139  | Linus Hogberg        | D        | Suède              | Flyers de Philadelphie                                                           | Växjö Lakers HC M20 (J20)                      |
| 140  | Cole Candella        | D        | Canada             | Canucks de Vancouver (des Islanders de New York, via les Panthers de la Floride) | Bulldogs de Hamilton (LHO)                     |
| 141  | Timothy Gettinger    | AG       | États-Unis         | Rangers de New York                                                              | Greyhounds de Sault-Sainte-Marie (LHO)         |
| 142  | Michael Eyssimont    | C        | États-Unis         | Kings de Los Angeles                                                             | Huskies de St. Cloud State (NCAA)              |
| 143  | Mathias From         | AG/AD    | Danemark           | Blackhawks de Chicago                                                            | Rögle BK M20 (J20)                             |
| 144  | Conner Bleackley     | C        | Canada             | Blues de Saint-Louis (des Panthers de la Floride, via les Blackhawks de Chicago) | Rebels de Red Deer (LHOu)                      |
| 145  | Beck Malenstyn       | AG       | Canada             | Capitals de Washington (des Ducks d'Anaheim, via les Maple Leafs de Toronto)     | Hitmen de Calgary (LHOu)                       |
| 146  | Nicholas Caamano     | AD       | Canada             | Stars de Dallas                                                                  | Firebirds de Flint (LHO)                       |
| 147  | Axel Jonsson-Fjällby | AG       | Suède              | Capitals de Washington                                                           | Djurgårdens M20 (J20)                          |
| 148  | Christopher Paquette | C        | Canada             | Lightning de Tampa Bay                                                           | IceDogs de Niagara (LHO)                       |
| 149  | Graham McPhee        | AG       | États-Unis         | Oilers d'Edmonton (des Blues de Saint-Louis)                                     | United States National Development Team (USHL) |
| 150  | Manuel Wiederer      | C        | Allemagne          | Sharks de San José                                                               | Wildcats de Moncton (LHJMQ)                    |
| 151  | Niclas Almari        | D        | Finlande           | Penguins de Pittsburgh                                                           | Jokerit M20 (Liiga)                            |

### Sixième tour
| Rang | Joueur            | Position | Nationalité | Équipe LNH                                                           | Repêché de                       |
| ---- | ----------------- | -------- | ----------- | -------------------------------------------------------------------- | -------------------------------- |
| 152  | Jack Walker       | AG       | États-Unis  | Maple Leafs de Toronto                                               | Royals de Victoria (LHOu)        |
| 153  | Aapeli Rasanen    | C        | Finlande    | Oilers d'Edmonton                                                    | Tappara Tampere U20 (Liiga)      |
| 154  | Jakob Stukel      | AG       | Canada      | Canucks de Vancouver                                                 | Hitmen de Calgary (LHOu)         |
| 155  | Peter Thome       | G        | États-Unis  | Blue Jackets de Columbus                                             | Wings d'Aberdeen (NAHL)          |
| 156  | Eetu Tuulola      | AD       | Finlande    | Flames de Calgary                                                    | HPK (Liiga)                      |
| 157  | Mikhaïl Berdine   | G        | Russie      | Jets de Winnipeg                                                     | Équipe de Russie 18 ans (MHL)    |
| 158  | Patrick Kudla     | D        | Canada      | Coyotes de l'Arizona                                                 | Blades d'Oakville (LHJO)         |
| 159  | Brandon Hagel     | AG       | Canada      | Sabres de Buffalo                                                    | Rebels de Red Deer (LHOu)        |
| 160  | Michael Pezzetta  | C        | Canada      | Canadiens de Montréal                                                | Wolves de Sudbury (LHO)          |
| 161  | Nathan Clurman    | D        | États-Unis  | Avalanche du Colorado                                                | Eagles de Culver (US-IN HS)      |
| 162  | Jesper Bratt      | AG/AD    | Suède       | Devils du New Jersey                                                 | AIK IF (Allsvenskan)             |
| 163  | Markus Nurmi      | AD/AG    | Finlande    | Sénateurs d'Ottawa                                                   | TPS (Liiga)                      |
| 164  | Noah Carroll      | D        | Canada      | Hurricanes de la Caroline                                            | Storm de Guelph (LHO)            |
| 165  | Oskar Steen       | C        | Suède       | Bruins de Boston (des Bruins de Boston, via l'Avalanche du Colorado) | Farjestads BK U20 (J20)          |
| 166  | Matthew Phillips  | C        | Canada      | Flames de Calgary (du Wild du Minnesota)                             | Royals de Victoria (LHOu)        |
| 167  | Filip Larsson     | G        | Suède       | Red Wings de Détroit                                                 | Djurgårdens U20 (J20)            |
| 168  | Konstantin Volkov | G        | Russie      | Predators de Nashville                                               | SKA-1946 (MHL)                   |
| 169  | Tanner Laczynski  | C        | États-Unis  | Flyers de Philadelphie                                               | Stars de Lincoln (USHL)          |
| 170  | Collin Adams      | AG       | États-Unis  | Islanders de New York                                                | Lumberjacks de Muskegon (USHL)   |
| 171  | Gabriel Fontaine  | C        | Canada      | Rangers de New York                                                  | Huskies de Rouyn-Noranda (LHJMQ) |
| 172  | Anthony Salinitri | C        | Canada      | Flyers de Philadelphie (des Kings de Los Angeles)                    | Sting de Sarnia (LHO)            |
| 173  | Blake Hillman     | D        | États-Unis  | Blackhawks de Chicago                                                | Pioneers de Denver (NCAA)        |
| 174  | Tyler Wall        | G        | Canada      | Rangers de New York (des Panthers de la Floride)                     | Flyers de Leamington (LHJGO)     |
| 175  | Maksim Mamine     | C/AD     | Russie      | Panthers de la Floride (des Ducks d'Anaheim)                         | HK CSKA Moscou (KHL)             |
| 176  | Jakob Stenqvist   | D        | Suède       | Stars de Dallas                                                      | MODO Hockey U20 (J20)            |
| 177  | Chase Priskie     | D        | États-Unis  | Capitals de Washington                                               | Bobcats de Quinnipiac (NCAA)     |
| 178  | Oleg Sossounov    | D        | Russie      | Lightning de Tampa Bay                                               | Loko (MHL)                       |
| 179  | Nicolas Mattinen  | D        | Canada      | Maple Leafs de Toronto (des Blues de Saint-Louis)                    | Knights de London (LHO)          |
| 180  | Mark Shoemaker    | D        | Canada      | Sharks de San José                                                   | Battalion de North Bay (LHO)     |
| 181  | Joe Masonius      | D        | États-Unis  | Penguins de Pittsburgh                                               | Huskies du Connecticut (NCAA)    |

### Septième tour
| Rang | Joueur                   | Position | Nationalité        | Équipe LNH                                                              | Repêché de                                      |
| ---- | ------------------------ | -------- | ------------------ | ----------------------------------------------------------------------- | ----------------------------------------------- |
| 182  | Nikolaï Tchebykine       | AG       | Russie             | Maple Leafs de Toronto                                                  | HK MVD (MHL)                                    |
| 183  | Vincent Desharnais       | D        | Canada             | Oilers d'Edmonton                                                       | Friars de Providence (NCAA)                     |
| 184  | Rodrigo Abols            | C        | Lettonie           | Canucks de Vancouver                                                    | Winterhawks de Portland (LHOu)                  |
| 185  | Calvin Thürkauf          | C        | Suisse             | Blue Jackets de Columbus                                                | Rockets de Kelowna (LHOu)                       |
| 186  | Stepan Falkovsky         | D        | Biélorussie        | Flames de Calgary                                                       | 67's d'Ottawa (LHO)                             |
| 187  | Arvid Henrikson          | D        | Suède              | Canadiens de Montréal (des Jets de Winnipeg)                            | AIK IF J18 (J18 Elit)                           |
| 188  | Dean Stewart             | D        | Canada             | Coyotes de l'Arizona                                                    | Terriers de Portage (LHJM)                      |
| 189  | Austin Osmanski          | D        | États-Unis         | Sabres de Buffalo                                                       | Steelheads de Mississauga (LHO)                 |
| 190  | Vassili Glotov           | C        | Russie             | Sabres de Buffalo (des Canadiens de Montréal)                           | Serebrianye Lvy Saint-Pétersbourg (MHL)         |
| 191  | Travis Barron            | AG       | Canada             | Avalanche du Colorado                                                   | 67's d'Ottawa (LHO)                             |
| 192  | Jérémy Davies            | D        | Canada             | Devils du New Jersey                                                    | Thunder de Bloomington (USHL)                   |
| 193  | Nick Pastujov            | AG       | États-Unis         | Islanders de New York (des Sénateurs d'Ottawa)                          | United States National Development Team (USHL)  |
| 194  | Brett McKenzie           | C        | Canada             | Canucks de Vancouver (des Hurricanes de la Caroline)                    | Battalion de North Bay (LHO)                    |
| 195  | Benjamin Finkelstein     | D        | États-Unis         | Panthers de la Floride (des Bruins de Boston)                           | Wildcats de la Kimball Union Academy (US-NH HS) |
| 196  | Dmitri Sokolov           | AD       | Russie             | Wild du Minnesota                                                       | Wolves de Sudbury (LHO)                         |
| 197  | Mattias Elfstrom         | AG       | Suède              | Red Wings de Détroit                                                    | Malmö Redhawks U20 (J20)                        |
| 198  | Adam Smith               | D        | Canada             | Predators de Nashville                                                  | Falcons de Bowling Green (NCAA)                 |
| 199  | David Bernhardt          | D        | Suède              | Flyers de Philadelphie                                                  | Djurgårdens M20 (J20)                           |
| 200  | David Quenneville        | D        | Canada             | Islanders de New York                                                   | Tigers de Medicine Hat (LHOu)                   |
| 201  | Ty Ronning               | AD       | Canada             | Rangers de New York                                                     | Giants de Vancouver (LHOu)                      |
| 202  | Jacob Friend             | D        | Canada             | Kings de Los Angeles                                                    | Attack d'Owen Sound (LHO)                       |
| 203  | Jake Ryczek              | D        | États-Unis         | Blackhawks de Chicago                                                   | Black Hawks de Waterloo (USHL)                  |
| 204  | Brayden Chizen           | D        | Canada             | Wild du Minnesota (des Panthers de la Floride)                          | Rockets de Kelowna (LHOu)                       |
| 205  | Tyler Soy                | C        | Canada             | Ducks d'Anaheim                                                         | Royals de Victoria (LHOu)                       |
| 206  | Otto Somppi              | C        | Finlande           | Lightning de Tampa Bay (des Stars de Dallas, via les Oilers d'Edmonton) | Mooseheads d'Halifax (LHJMQ)                    |
| 207  | Dmitri Zaïtsev           | D        | Russie             | Capitals de Washington                                                  | Knights de Wilkes-Barre/Scranton (NAHL)         |
| 208  | Ryan Lohin               | C        | États-Unis         | Lightning de Tampa Bay                                                  | Black Hawks de Waterloo (USHL)                  |
| 209  | Nikolaj Krag Christensen | C/AG     | Danemark           | Blues de Saint-Louis                                                    | Rødovre Mighty Bulls (Metal Ligaen)             |
| 210  | Joachim Blichfeld        | AG/AD    | Danemark           | Sharks de San José                                                      | Malmö Redhawks U20 (J20)                        |
| 211  | Filip Helt               | AG       | République tchèque | Blues de Saint-Louis (des Penguins de Pittsburgh)                       | HC Litvínov U20 (Extraliga)                     |